# جورج الكسندر كوري
جورج الكسندر كوري (بالإنجليزية: George Alexander Currie)‏ هو أكاديمي نيوزيلندي وأسترالي، ولد في 13 أغسطس 1896، وتوفي في 4 مايو 1984.